# ستيلس
ستيلس (الاسم العلمي: Stilus) هو أحد جناس الدياتوم.